# 鄭遷
鄭遷（1534年—？），字孟喬，號果菴，福建興化府莆田縣人，軍籍，明朝政治人物。

## 生平
嘉靖四十年（1561年）辛酉科福建鄉試第八十六名舉人。隆慶二年（1568年）中式戊辰科會試第一百六十五名，三甲第七名進士。授武昌府推官，历官四川顺庆府知府，万历八年（1580年）九月以违禁驰驿降六级。累升禮部祠祭司郎中，复为广东高州知府。

## 家族
曾祖鄭維涵；祖父鄭子會；父鄭如圭，母林氏。永感下。弟鄭選。